# Gradi della polizia locale della Provincia autonoma di Bolzano
Tabella riassuntiva dei gradi della Polizia locale dell'Alto Adige. I gradi sono rappresentati apposti sulle controspalline della divisa ordinaria.
| Colonnello |

| Tenente Colonnello da 15 anni di servizio | Maggiore da 0 a 15 anni di servizio |

| Capitano da 11 anni di servizio | Tenente da 6 a 10 anni di servizio | Sottotenente da 0 a 5 anni di servizio |

| Ispettore Superiore Luogotenente da 21 anni di servizio | Ispettore Superiore da 16 a 20 anni di servizio | Ispettore Capo da 11 a 15 anni di servizio | Ispettore da 6 a 10 anni di servizio | Vice Ispettore da 0 a 5 anni di servizio |

| Sovrintendente Capo da 31 anni di servizio | Sovrintendente da 26 a 30 anni di servizio | Vice Sovrintendente da 21 a 25 anni di servizio |

| Assistente Capo da 16 a 20 anni di servizio | Assistente da 11 a 15 anni di servizio | Agente Scelto da 6 a 10 anni di servizio | Agente da 0 a 5 anni di servizio |